# Естрогени

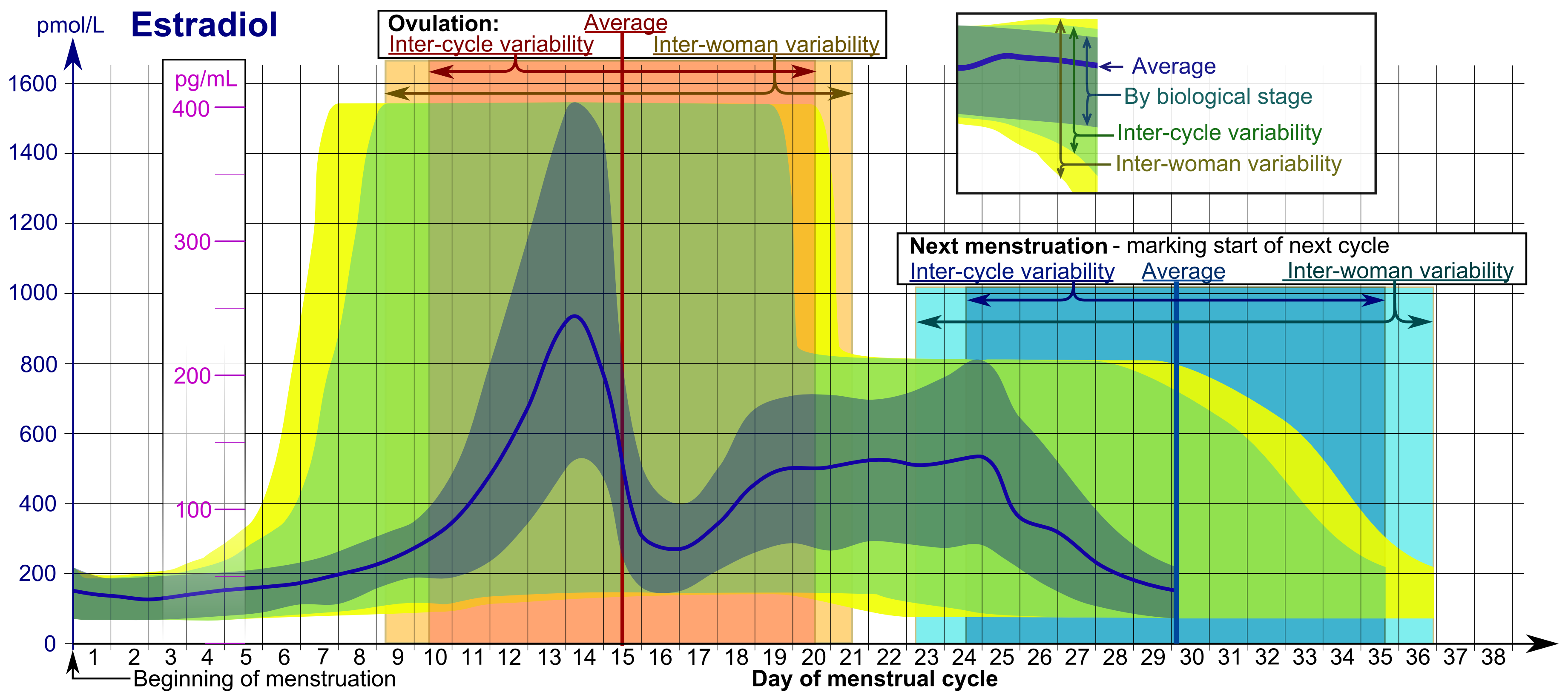
Рівні естрадіолу протягом менструального циклу

Естроге́ни (грец. οίστρος — жвавість і яскравість + грец. γενος — рід) — група стероїдних гормонів, що виробляється в основному фолікулярним апаратом яєчників у жінок. У невеликих кількостях естрогени виробляються також яєчками у чоловіків і корою надниркових залоз обох статей.
Основне значення за активністю серед естрогенів для людини має гормон естрадіол.

## Біологічне значення

Схема синтезу стероїдів, обмін естрогену позначений праворуч у рожевому трикутнику.

Назва «естроген» походить від здатності цього гормону викликати у самок ссавців проліферацію, ороговіння і часткове злущування епітелію вагіни, а також виділення специфічних запахових речовин (феромонів), що залучають самців, тобто тічку (еструс). У жінок у фізіологічних концентраціях естрогени посилюють секрецію вагінального секрету, ріст і диференціювання клітин вагінального епітелію, однак не викликають характерного для самок ссавців зроговіння і злущування епітелію вагіни. Разом з тим, при підвищених концентраціях естрогенів і у жінок може спостерігатися (зазвичай не видиме макроскопічно, а лише у вагінальних мазках під мікроскопом) часткове ороговіння і тенденція до злущування вагінального епітелію.

## Механізм дії
У клітинах органів-мішеней естрогени утворюють комплекс зі естрогеновими рецепторами (виявлені в різних органах — в матці, вагіні, сечівнику, молочній залозі, печінці, гіпоталамусі, гіпофізі). Комплекс рецептор-ліганд взаємодіє з естроген-ефекторними елементами геному і специфічними внутрішньоклітинними білками, індукують синтез мРНК, білків і вивільнення цитокінів і факторів росту.

## Роль в організмі людини
Естроген чинить сильний фемінізуючий вплив на організм. Він стимулює розвиток матки, маткових труб, вагіни, строми і проток молочних залоз, пігментацію в області сосків і геніталій, формування вторинних статевих ознак за жіночим типом, ріст і закриття епіфізів довгих трубчастих кісток. Сприяє своєчасному відторгненню ендометрію і регулярним менструаціям, у великих концентраціях викликає гіперплазію та кістозно-залозисте переродження ендометрію, пригнічує лактацію, резорбцію кісткової тканини, стимулює синтез ряду транспортних білків (ТЗГ, транскортин, трансферин, протеїн, що зв'язує статеві гормони), фібриногену. Надає прокоагулянтну дію, індукує синтез в печінці вітамін К-залежних факторів згортання крові (II, VII, IX, X), знижує концентрацію антитромбіну III.
Естрогени підвищують концентрацію в крові тироксину, заліза, міді. Надають антиатеросклеротичну дію, збільшують вміст ЛПВЩ, зменшують вміст ЛПНЩ і холестерину (рівень тригліцеридів зростає).
Естрогени модулюють чутливість рецепторів до прогестинів і симпатичну регуляцію тонусу гладкої мускулатури, стимулюють перехід внутрішньосудинної рідини в тканини і викликають компенсаторну затримку натрію та води. У великих дозах перешкоджають деградації ендогенних катехоламінів, конкуруючи за активні рецептори КОМТ.
Після менопаузи в організмі жінок утворюється лише незначна кількість естрогену. Зниження вмісту естрогенів супроводжується у багатьох жінок судинно-руховою і терморегулюючою нестабільністю («припливи» крові до шкіри обличчя), розладами сну, а також прогресуючою атрофією органів сечостатевої системи. Внаслідок дефіциту естрогену в постменопаузі у жінок розвивається остеопороз (головним чином хребта).

## Участь у розвитку захворювань

### Рак молочної залози
На визначенні наявності або відсутності на поверхні і в середині пухлинних клітин рецепторів до естрогенів (естрогенових рецепторів (ER, від англ. Estrogen Receptor) і прогестерону (PR, від англ. Progesterone Receptor), рецепторів до епідермального фактора росту HER2/new та деяких інших молекулярних і генетичних маркерів базується сучасна молекулярна класифікація злоякісних пухлин молочної залози.